# Gmina Poddębice
Gmina Poddębice là một gmina thành thị-nông thôn (quận hành chính) ở Hạt Poddębice, Łódź Voivodeship, ở miền trung Ba Lan   Khu vực hành chính của nó là thị trấn Poddębice, nằm khoảng 37 kilômét (23 mi) về phía tây của thủ phủ khu vực Łódź.
Gmina có diện tích là 224,66 kilômét vuông (86,7 dặm vuông Anh), và tính đến năm 2006, tổng dân số của nó là 15.923 người (trong đó dân số Poddębice lên tới 7.875, và dân số của vùng nông thôn của gmina là 8.048).

## Cộng đồng
Gmina Poddębice bao gồm các làng và khu định cư như
- Adamów
- Antonina
- Bałdrzychów
- Balin
- Bliźnia
- Borzewisko
- Busina
- Chropy
- Chropy-Kolonia
- Dominikowice
- Dzierzazna
- Ewelinów
- Feliksów
- Gibaszew
- Golice
- Góra Bałdrzychowska
- Góra Bałdrzychowska-Kolonia
- Grocholice
- Jabłonka
- Józefów
- Józefów-Kolonia
- Kałów
- Karnice
- Klementów
- Kobylniki
- Krępa
- Ksawercin
- Leśnik
- Łężki
- Lipki
- Lipnica
- Lubiszewice
- Male
- Malenie
- Niemysłów
- Niesiesz
- Niesiesz-Kolonia
- Nowa Wieś
- Pudłów
- Panaszew
- Poddębice - Khu vực hành chính Gmina
- Podgórcze
- Porczyny
- Praga
- Pudłówek
- Rąkczyn
- Sempółki
- Pudłów
- Sworawa
- Szarów
- Tarnowa
- Tumusin
- Wilczków
- Wólka
- Zagórzyce

## Gminas lân cận
Gmina Poddębice giáp với các gmina khác như Dalików, Dobra, Lutomiersk, Pęczniew, Uniejów, Wartkowice và Zadzim.